# Mistrovství Evropy ve sportovní střelbě
Mistrovství Evropy ve sportovní střelbě (anglicky European Championships) je hlavní kontinentální soutěží Evropy ve sportovní střelbě, která se koná od roku 1955 každý rok.

## Účast zemí na mistrovství
| Země               | 1955 | 1956 | 1957 | 1958 | 1959 | 1960 | 1961 | 1962 | 1963 | Počet účastí |
| ------------------ | ---- | ---- | ---- | ---- | ---- | ---- | ---- | ---- | ---- | ------------ |
| Belgie             |      |      | X    | X    |      | X    | X    | X    | X    | 6            |
| Bulharsko          | X    |      |      |      |      |      |      |      |      | 1            |
| Československo     |      |      | X    |      | X    |      |      |      |      | 2            |
| Dánsko             | X    |      |      |      | X    |      |      |      |      | 2            |
| Finsko             | X    |      |      |      | X    |      |      |      | X    | 3            |
| Francie            |      | X    | X    | X    | X    | X    | X    | X    | X    | 8            |
| Itálie             |      |      | X    | X    | X    | X    | X    | X    | X    | 7            |
| Jugoslávie         | X    |      | X    |      |      |      |      |      | X    | 3            |
| Kanada             |      |      |      |      |      | X    |      |      |      | 1            |
| Libanon            |      | X    | X    |      |      |      |      | X    |      | 3            |
| Maďarsko           | X    |      | X    |      | X    |      | X    |      |      | 4            |
| Norsko             | X    |      |      |      | X    |      |      |      | X    | 3            |
| Polsko             |      |      |      |      |      |      | X    |      | X    | 2            |
| Portugalsko        |      | X    |      |      |      |      |      |      |      | 1            |
| Rakousko           |      |      |      |      |      |      |      |      | X    | 1            |
| Rumunsko           | X    |      |      |      | X    |      | X    |      | X    | 4            |
| Řecko              |      | X    |      | X    | X    | X    | X    | X    | X    | 7            |
| Sovětský svaz      | X    |      | X    |      | X    |      | X    |      | X    | 5            |
| Švédsko            | X    |      |      |      | X    |      | X    |      | X    | 4            |
| Spojené království |      |      |      |      |      | X    | X    |      | X    | 3            |
| Švýcarsko          | X    |      |      | X    | X    |      |      |      | X    | 4            |
| USA                |      |      | X    | X    |      | X    |      | X    |      | 4            |
| Venezuela          |      |      |      |      |      |      | X    |      |      | 1            |
| Východní Německo   |      |      |      |      |      |      | X    |      | X    | 2            |
| Západní Německo    |      | X    | X    | X    | X    |      | X    |      | X    | 6            |
| Celkem             | 10   | 5    | 10   | 7    | 13   | 7    | 13   | 6    | 16   |              |

## Nejúspěšnější země (1955–1963)
| Země               | Zlatá medaile | Stříbrná medaile | Bronzová medaile | Celkem |
| ------------------ | ------------- | ---------------- | ---------------- | ------ |
| Sovětský svaz      | 40            | 41               | 38               | 119    |
| Západní Německo    | 7             | 7                | 3                | 17     |
| Švýcarsko          | 7             | 4                | 5                | 16     |
| Řecko              | 7             | 2                | 1                | 10     |
| Francie            | 6             | 8                | 10               | 24     |
| Švédsko            | 5             | 5                | 8                | 18     |
| Dánsko             | 4             | 2                | 1                | 7      |
| Maďarsko           | 4             | 1                | 3                | 8      |
| Itálie             | 3             | 6                | 3                | 12     |
| Belgie             | 2             | 5                | 4                | 11     |
| Finsko             | 2             | 3                | 9                | 14     |
| Československo     | 2             | 3                | 2                | 7      |
| Rumunsko           | 2             | 3                | 1                | 6      |
| Libanon            | 2             | 2                | 2                | 6      |
| Norsko             | 2             | 2                | 1                | 5      |
| USA                | 1             | 2                | 1                | 4      |
| Jugoslávie         | 1             | 2                | 0                | 3      |
| Spojené království | 1             | 1                | 1                | 3      |
| Východní Německo   | 1             | 0                | 2                | 3      |
| Kanada             | 1             | 0                | 0                | 1      |
| Rakousko           | 1             | 0                | 0                | 1      |
| Venezuela          | 1             | 0                | 0                | 1      |
| Polsko             | 0             | 1                | 2                | 3      |
| Bulharsko          | 0             | 1                | 0                | 1      |
| Jugoslávie         | 0             | 1                | 0                | 1      |
| Portugalsko        | 0             | 0                | 1                | 1      |